# Stylops melittae

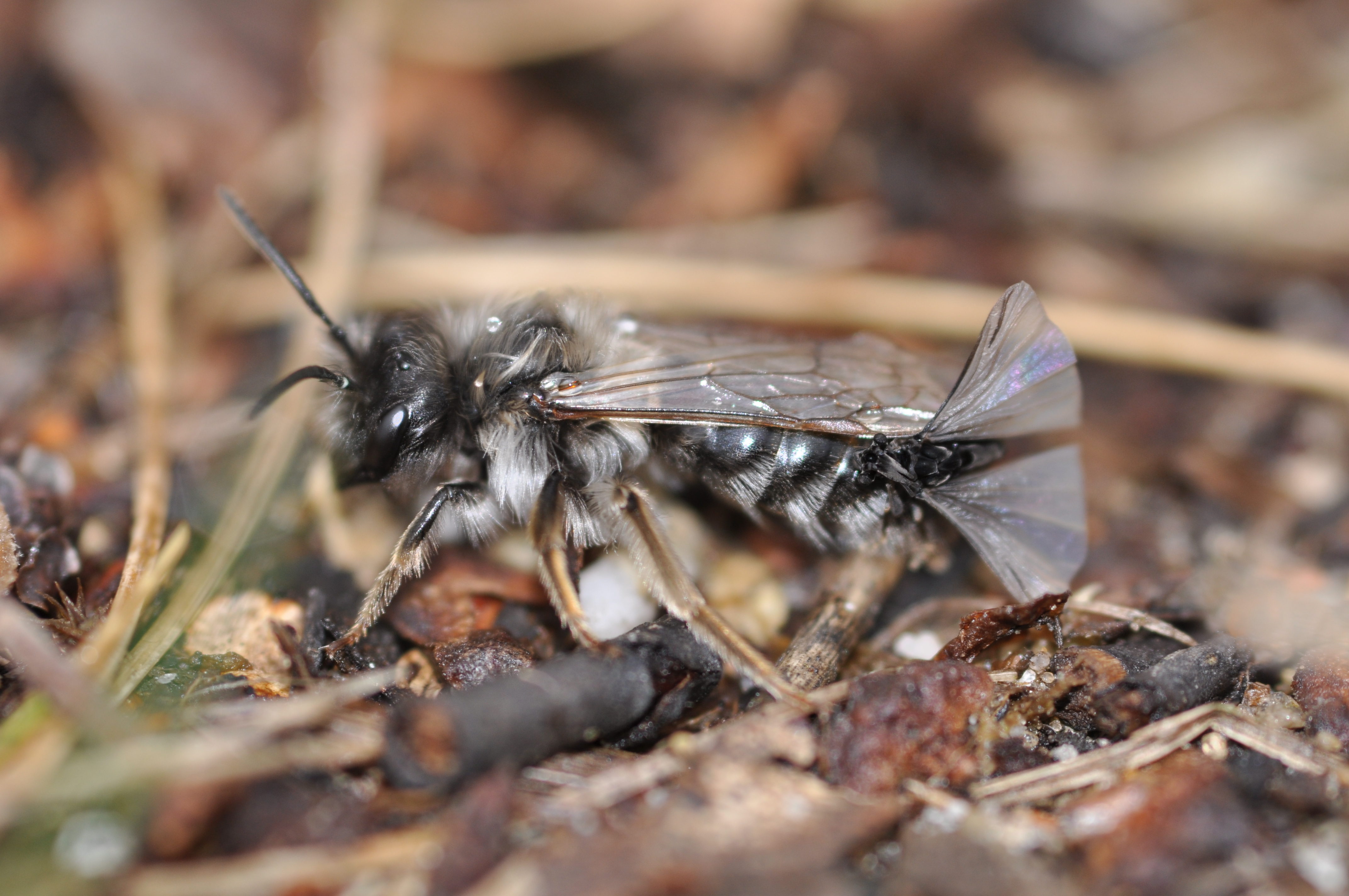
Männchen bei der Paarung

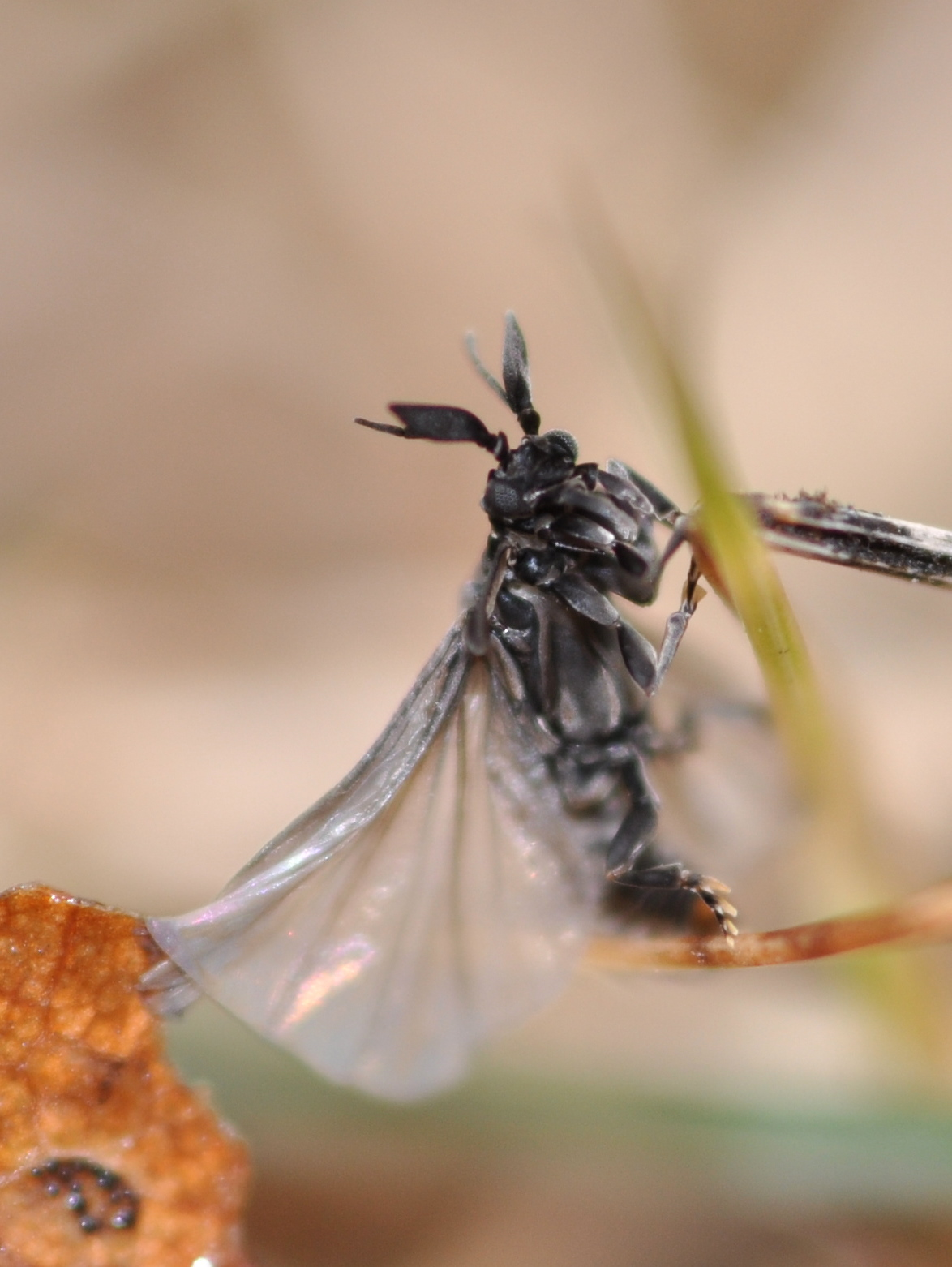
Männchen

Stylops melittae ist eine Art der Fächerflügler, die bei verschiedenen Arten der Sandbienen (Andrena) parasitiert. Die Männchen sind geflügelt, die ausgewachsenen Weibchen verbleiben in ihrem Puparium zwischen den Hinterleibssegmenten der Sandbienen.

## Lebensweise
Die Weibchen von Stylops melittae gebären eine große Anzahl lebender Primärlarven, die auf Blüten verteilt werden. Von dort können sie zusammen mit dem Pollen in die Nestanlagen der Sandbienen gelangen, auf die die Art spezialisiert ist. In der Nestanlage dringt die Primärlarve in die Wirtslarve ein und häutet sich zu der ausschließlich endoparasitisch lebenden Sekundärlarve. Diese wandert fressend im Wirt umher, setzt sich nach einigen weiteren Häutungen im Abdomen fest und bricht mit ihrem Vorderkörper durch die Häute zwischen zwei Hinterleibssegmenten, wo sie sich verpuppt. Die Austrittsstelle liegt meist zwischen dem 4. und 5., seltener zwischen dem 3. und 4. Abdominalsegment.
Es gibt wesentlich mehr Weibchen (77–92 %) als Männchen (8–23 %). Die Weibchen bleiben zeitlebens in diesem Puparium und werden hier zur Begattung durch die Männchen aufgesucht. Die geflügelten Männchen verlassen das Puparium schon nach einer kurzen Phase, überleben nur wenige Stunden und können deshalb und wegen ihrer geringen Größe nur selten beobachtet werden. Die Weibchen geben ein Pheromon (3,5,9-Trimethyldodekanal) ab, welches die Männchen sehr effektiv anlockt. Stylops melittae benötigt 30–40 Tage zwischen Begattung und der Geburt der ersten Primärlarven.
Stylops melittae kann in zwei Generationen auftreten, meist tritt aber nur eine Generation auf, so dass befallene Sandbienen meist nur in den Frühjahrsmonaten März bis Mai anzutreffen sind.

## Einfluss auf die Wirtsart
Stylops melittae parasitiert überwiegend Sandbienenarten, die das Blütenangebot in vielfältiger Weise nutzen, also polylektisch sind. Sandbienenarten, die auf die Blüten einer oder weniger Pflanzenarten spezialisiert sind, sind seltener betroffen. Diese Verteilung wäre bei Wirtsspezifität nicht zu erwarten. Stylops melittae hat ein sehr variables Erscheinungsbild. Die Proportionen des Cephalothorax der Weibchen haben eine große Variationsbreite und es wurden deshalb zeitweise eine Reihe scheinbar wirtsspezifischer Arten beschrieben, die inzwischen aber wieder zu einer Art zusammengefasst wurden. Sandbienenweibchen werden weitaus häufiger parasitiert als Männchen.
Stylopisierte weibliche Sandbienen sind steril und entsprechen in Verhalten und Aussehen eher ihren männlichen Artgenossen. Der Pollensammelapparat ist reduziert, das Abdomen flacher und auch die Färbung erinnert oft an männliche Individuen. Außerdem verlassen die stylopisierten weiblichen Bienen das mütterliche Nest einige Tage früher als nicht stylopisierte weibliche Individuen, ähnlich wie das gesunde Männchen tun. Das frühere Ausfliegen der stylopisierten Weibchen gibt dem Parasiten mehr Zeit für die Entwicklung der Primärlarven. Stylopisierte Weibchen sind nicht mehr aktiv, nachdem sie ihr Nest gegraben haben, während gesunde Weibchen dann ausfliegen, um ihren Nachwuchs zu versorgen. Die seltener stylopisierten Sandbienenmännchen werden in ihrem Aussehen weniger beeinflusst, erinnern aber umgekehrt eher an weibliche Tiere.
Da der Entwicklungszyklus von Stylops melittae mit dem Tod des Wirtes einhergeht, handelt es sich bei Stylops melittae streng genommen um einen Parasitoiden und nicht um einen Parasiten.